# Эрлангенская программа

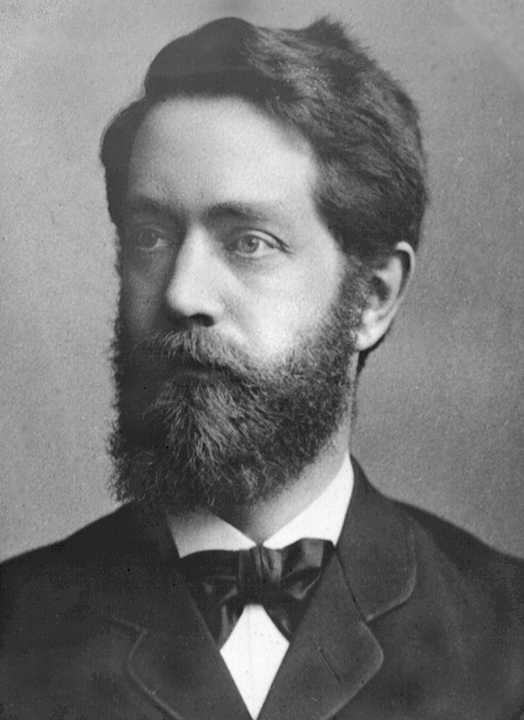
Феликс Клейн

Эрлангенская программа — выступление 23-летнего немецкого математика Феликса Клейна в Эрлангенском университете (октябрь 1872 года), в котором он предложил общий алгебраический подход к различным геометрическим теориям и наметил перспективный путь их развития. Доклад был связан с процедурой утверждения Клейна в должности профессора и был опубликован в том же году. Первый русский перевод появился в 1895 году.
В оригинале доклад Клейна назывался «Сравнительное обозрение новейших геометрических исследований» (нем. Vergleichende Betrachtungen über neuere geometrische Forschungen), но в историю науки он вошёл под кратким названием «Эрлангенская программа». Влияние этой программы на дальнейшее развитие геометрии было исключительно велико. На новом уровне повторилось открытие Декарта: алгебраизация геометрии позволила получить глубокие результаты, для старых инструментов крайне затруднительные или вовсе недостижимые.

## Краткое содержание
К середине XIX века геометрия разделилась на множество различных разделов: евклидова, сферическая, гиперболическая, проективная, аффинная, конформная, риманова, многомерная, комплексная и т. д. На рубеже веков, уже после доклада Клейна, к ним добавились ещё псевдоевклидова геометрия и топология.
Клейну принадлежит идея алгебраической классификации различных отраслей геометрии в соответствии с теми классами преобразований, которые для этой геометрии несущественны. Более точно выражаясь, один раздел геометрии отличается от другого тем, что им соответствуют разные группы преобразований пространства, а объектами изучения выступают инварианты таких преобразований.
Например, классическая евклидова геометрия изучает свойства фигур и тел, сохраняющиеся при движениях без деформации; ей соответствует группа, содержащая вращения, переносы и их сочетания. Проективная геометрия может изучать конические сечения, но не имеет дела с кругами или углами, потому что круги и углы не сохраняются при проективных преобразованиях. Топология исследует инварианты произвольных непрерывных преобразований (Клейн отметил это ещё до того, как родилась топология). Изучая алгебраические свойства групп преобразований, мы можем открыть новые глубокие свойства соответствующей геометрии, а также проще доказать старые. Подход Клейна унифицировал различные геометрии и их методы, прояснил их различия. Вне данной схемы осталась только риманова геометрия; для её включения в общую систему понадобилось в 1920-х годах значительно обобщить подход Клейна.
Пример простого доказательства того, что медианы любого треугольника пересекаются в одной точке. Медиана есть аффинный инвариант; если в равностороннем треугольнике медианы пересекаются в одной точке, то и в любом другом это будет верно, потому что любой треугольник можно аффинным преобразованием преобразовать в равносторонний и обратно.
После первой алгебраизации геометрии Декартом, то есть в аналитической геометрии, имелось одно неудобство: часто приходилось отдельно доказывать геометрический характер результатов, то есть их независимость от системы координат. Дополнительным достоинством подхода Клейна было то, что полученные инварианты по самому смыслу своего определения от системы координат не зависят.

## Приложения
Основываясь на изложенных идеях, Клейн показал в докладе, что геометрия Лобачевского — пространство постоянной отрицательной кривизны, и обратил внимание на связь проективной модели предложенной Бельтрами с проективной группой.
Подход Клейна оказался применим к самым абстрактным геометриям ― многомерным, неевклидовым, неархимедовым и т. д. В начале XX века Исай Шур, Эмми Нётер, Эли Картан и другие математики разработали общую теорию представлений групп и теорию инвариантов. Эти исследования не только существенно обогатили геометрию, но оказались полезны физике. Герман Минковский в 1905 году включил в схему Клейна теорию относительности, показав, что с математической точки зрения она представляет собой теорию инвариантов группы Пуанкаре, действующей в четырёхмерном пространстве-времени. Аналогичный подход понадобился в теории элементарных частиц, квантовой теории и в других физических теориях.

## Текст в русском переводе
- Клейн Ф. Сравнительное обозрение новейших геометрических исследований («Эрлангенская программа») // Об основаниях геометрии. Сборник классических работ по геометрии Лобачевского и развитию её идей, М.: ГИТТЛ, 1956, с. 399—434.